# 분석마비
분석 마비(영어: analysis paralysis) (혹은 분석에 의한 마비) 란 개인적인 혹은 집단적인 절차에 대한 묘사인데, 이 절차는 어떤 상황을 과도하게 분석하거나 생각하는 것이 의사결정이나 앞으로 나아가는 것을 "마비"시킬 수 있는 절차이다. 여기서 마비라는 말의 의미는, 어떠한 해결책이나 행동 방침도 정상적인 기간 내에 정해지지 않는다는 것이다. 어떤 상황은 너무 복잡한 것으로 여겨지고 결정은 절대로 내려지지 않거나, 혹은 너무 늦게 내려지는데, 이는 더 큰 문제가 잠재적으로 발생할지도 모른다는 불안 때문이다. 더 나은 해결책을 찾는 과정에서, 사람은 완벽한 해결책을 바랄지도 모르지만, 한편 실수가 될 수도 있는 결정을 내리는 것을 두려워할지도 모른다. 마찬가지로, 더 나은 해결책이 아주 가까이 있다고 믿어서, 수확 체감에 대해 알지 못한 채로 그것을 제자리에서 끊임없이 좇을지도 모른다. 시간적인 측면에서 보았을 때, 분석 마비라는 단어와 정반대에 있는 것은 본능에 의한 멸종(영어: extinct by instinct)이라는 관용구인데, 이는 성급한 판단이나 본능적인 반응에 기반해 치명적인 결정을 내리는 것을 뜻한다.
분석 마비는 적절한 시기에 이루어진 결정에서 실수를 저지르는 것 혹은 더 나은 해결책을 포기하는 것에 대한 공포가 현실적인 예상이나 성공 시의 가능한 가치를 능가하는 상황이다. 이러한 불균형은 기존의 선택지를 보존하려는 무의식적인 노력 속에서 억압된 의사결정을 초래한다. 선택지 상의 과부하는 상황을 압도할 수 있으며 이러한 "마비"를 일으킬 수 있어서, 결론에 이르지 못하게 만든다. 결정이 내려져야 하는 중대한 경우지만 충분히 빠르게 반응할 수 없어서, 결정을 내렸다면 발생했을 문제보다 더 큰 문제를 유발할지도 모른다면, 분석 마비는 더욱 거대한 문제가 될 수 있다.
요컨대, 분석 마비는 생각이 너무 많은 탓에 전혀 행동하지 못하게 되어 결정을 내릴 수 없는 지경까지 이르게 되는 현상을 이르는 말이다. 특히, 조직 차원에서는 분석에 너무 많은 시간과 정력을 할애하느라 행동할 에너지가 남아 있지 않는 현상을 말한다. 분석 마비를 피하는 방법으로는 먼저 행동하고 나중에 생각하는 것이 있다.

## 역사
분석 마비에 대한 기본적인 발상은 이야기를 통해서 다수 표현되어온 바 있다. 이솝이 태어나기도 전에 기록된 한 《이솝 우화》인 "여우와 고양이"에서, 여우가 "수백가지의 도망갈 방법"을 뽐내는 와중 고양이에게는 "단 하나" 뿐이다. 사냥개들이 다가오는 소리가 들리자, 고양이가 나무 위로 날쌔게 올라간 반면 "여우는 혼란에 빠져 사냥개들에게 붙잡혀버렸다." 이 우화는 "생각할 수 없는 백 가지 방법보다 한 가지 안전한 방법이 낫다"는 교훈으로 끝난다. 이와 관련된 개념들을 표현하는 것들의 예시로는, 지네의 딜레마와 뷔리당의 당나귀가 있다. 지네의 딜레마는 어떻게 무의식적인 활동이 그것에 대한 의식적인 생각에 의해 지장받는지를 시사하며, 뷔리당의 당나귀는 동일한 선택지를 가진 상황에서의 합리적인 의사결정에 대한 역설이다.
셰익스피어의 《햄릿》에서, 주인공인 햄릿 왕자는 종종 치명적인 결함을 가지고 있다고 일컫어지는데 그것은 생각을 너무 많이 한다는 것이어서, 그의 젊음과 활력이 "근심의 창백한 드리움으로 병들어버린" 정도라는 것이다. Neema Parvini는 햄릿의 주요한 결정 중 몇 개를 "'And Reason Panders Will': Another Look at Hamlet's Analysis Paralysis" 장에서 분석한다.
볼테르는 1770년대에 프랑스에서 오래된 이탈리아 속담을 많은 사람에게 알렸는데, 그 속담을 영어로 표현한 것 중에 하나는 이와 같다: "완벽함은 선의 적이다". 이 말의 뜻은 만약 누군가가 작업이 완벽해질 때까지 그만두지 않겠다고 결심한다면, 작업은 절대로 끝나지 않을지도 모른다는 것이다. 즉, 프로젝트를 잘 완수하는 것이 그 프로젝트를 완벽히 끝마치겠다고 분투하는 것 때문에 불가능해진다.
"Analysis, paralysis"는 1803년의 발음 사전과 이후의 판들에서 함께 등장하며 이 사전은 어떻게 이 단어들이 비슷하게 발음되는지를 서술하고 있다. 운이 맞는 단어들을 사용하면 명언이 좀 더 사실인 것처럼 들릴 뿐만 아니라, 압운의 이성적 설득효과와 시(ode)를 사용하는 기억술의 효과에 의해 좀 더 기억하기 쉬워진다.
1928년에 General Convention of the Episcopal Church에서, College Work의 National Secretary인 목사 C. Leslie Glenn은, 대학의 종교계는 "분석에 의한 마비"의 위험에 처해 있는데 그 이유는 대학의 종교계가 결정적이기보다는 너무 가정(假定)적인 탓이고, 따라서 연구보다는 실제적인 작업이 필요하다고 발표하였다.
제2차 세계 대전 도중, 윈스턴 처칠은, 상륙정 설계자들이 그들의 시간 대부분을 설계 변경에 대해 논쟁하며 소모하고 있는 중이라는 말을 들은 뒤, 이 전갈을 보냈다: "격언 '완벽 말고는 아무것도 소용이 없다'를 더 짧게 말할 수 있을지도 모른다: '마비.'"
1956년에, Charles R. Schwartz는 기사 《The Return-on-Investment Concept as a Tool for Decision Making"》를 Changing Patterns And Concepts In Management에서 작성하였으며 다음과 같이 전하고 있다: "우리는 적은 추측을 할 것입니다. 본능에 의해 멸종되는 위험을 피할 것입니다. 그리고 하나의 획일적인 평가 지침을 채택함으로써, 분석에 의한 마비에 굴복하는 것을 피할 것입니다."
1965년에, H. Igor Ansoff는 책 《Corporate Strategy: An Analytic Approach to Business Policy for Growth and Expansion》을 저술하였다. 그는 구절 "분석에 의한 마비"를 사용해 지나치다고 할 수 있는 접근법을 사용한 자들을 언급하였다. Ansoff는 Schwartz의 논문을 그의 논문 두 편에서 언급하였다.
1970년에 출간된 논문에서, 1969년의 연설과 다른 작업에 기반해, Silver와 Hecker는 다음과 같이 썼다:
그 공작(公爵) 집단은 단어 "분석-마비"를 사용해 다음의 사항을 지적해오고 있다. 만약 우리에게 필요한 인원들을 훈련시키기 전에 모든 질문들에 답변하고 모든 문제들을 완전히 해결할 때까지 기다린다면, 우리는 결코 해답에 이르지 못할 것이다. 얼마간의 사람들에 의해 제안된 추가적인 연구와 폭넓은 평가에 대한 이 집요한 요구는 다만 변하기를 원하지 않는 자들이나 변화를 두려워하는 자들에 의한 방어일 뿐이다.

옥스포드 영어 사전에 따르면 타임스에서 발견된 "분석 마비"의 최초 사용은 1970년대에 있다고 한다.

## 소프트웨어 개발
소프트웨어 개발에서, 분석 마비는 통상적으로 대단히 긴 단계의 프로젝트 계획, 요구사항 분석, 프로그램 설계, 데이터 모델링을 가진 폭포수 모델의 진행 과정에서 드러나는데, 이 모델은 이러한 과정들로부터 가치를 거의 창출하지 못하고 많은 변경과 수정을 무릅써야할 수 있다. 작업 기간이 너무 오래 늘어지면, 그러한 절차들은 소프트웨어 프로젝트의 조직적인, 즉 관료적인 측면을 강조하는 반면, 소프트웨어의 기능적인, 즉 가치를 창출하는 부분으로부터는 멀어지는 경향이 있다.
분석 마비는 시스템 분석가, 프로젝트 매니저, 소프트웨어 개발자와 같은 일부 노동자의 경험이 부족할 때 발생할 수 있으며, 융통성 없고 형식적인 조직 문화 때문일 수도 있다. 그러나, Ram Charan에 따르면, 업무상의 망설임은 보통 충분한 사람들이 회사의 비효율성에 대해 행동하거나 거리낌없이 말하지 않은 것의 결과이다. 분석 마비는 또한 폭넓은 경험이나 전문 지식으로부터도 발생할 수 있는데, 그러한 전문성은 선택의 매 시점에 등장하는 고려 사항과 선택지의 수를 증가시키는 역할을 한다.
분석 마비는 안티패턴의 한 예시이다. 애자일 소프트웨어 개발 방법론은 작동하는 제품을 제품의 명세보다 강조하지만, 전체 프로젝트 팀으로부터의 승인을 요구하는 반복적인 작업 주기를 고취함으로써 분석 마비를 방지하려고 명시적으로 노력한다. 어떤 사례에서는, 반복적인 계획이 팀이 끝까지 추진하도록 하게 하려는 의도 없이 만들어진 경우에, 애자일 소프트웨어 개발은 결국 프로젝트 내에 추가적인 혼란을 만들고 만다.

## 스포츠
분석 마비는 운동 경기에서 중대한 문제이다. 이 문제는 다음과 같이 간단하게 설명할 수 있다: "지나친 생각에 의한 반응의 실패." 경기를 하고 있는 분석 마비의 피해자는 흔히 "다음에 뭘 해야 하지" 라는 복잡한 측면을 생각하려고 하는 동시에 다양한 가능성도 숙고하고, 그렇게 하는 동안 행동할 수 있는 시간이 전부 소모된다.

## 게임
게임은 적수, 숨겨져 있거나 놓친 정보, 무작위적인 사건, 복잡한 선택권, 결과가 있을 수 있는 의사결정의 축소판을 제공한다. 이러한 맥락에서, 분석 마비는 플레이어가 가능한 수와 그 수들의 영향에 너무 압도되어 플레이어의 차례에 과도한 양의 시간이 소모되는 상태를 의미한다. 분석 마비는 플레이어가 승리할 방법을 철저하게 찾거나 의도적으로 시간을 끌어서 공식적으로 게임에서 지는 것을 방지하려고 하고 있는, 즉 지고 있는 상황에서 악화될 수 있다. 분석 마비라는 말이 주는 느낌은 종종 경멸적인데, 이는 게임의 진행을 늦추는 것이 다른 플레이어들의 즐거움을 적게 만들었음을 의미한다. 어떤 게임들은 명시적으로 시간적 제한을, 예를 들자면 대국 시계나 주방용 시계를 사용해서, 설정해둔다. 체스에서는 이런 식의 게임 진행 지연을 Kotov 증후군이라고 부르며, 시간 제한이 있는 체스 경기에서는 시간적 압박을 초래할 수 있다. 훌륭한 게임 디자인은 게임 플레이 중에 분석 마비가 일어날 가능성을 낮출 수 있다. 게임 디자인 그 자체도 물론 분석 마비의 영향을 받기 쉬울 수 있다.

## 같이 보기
- 제한된 합리성
- en:Buyer's remorse
- 비평
- en:Decision fatigue
- en:Decisional balance
- 실존적 위기
- 집단사고
- 정보 과다
- 강박성 인격장애
- 기회비용
- en:Overchoice
- 《en:The Paradox of Choice: Why More Is Less》
- 완벽함은 선의 적이다
- 완벽주의
- en:Regret (decision theory)
- 탐색비용
- en:Secretary problem
- 《en:Thinking, Fast and Slow》
- en:VUCA
- en:Wicked problem
- 작가의 폐색
- 입스